# I-Movix
 (janvier 2018).
Si vous disposez d'ouvrages ou d'articles de référence ou si vous connaissez des sites web de qualité traitant du thème abordé ici, merci de compléter l'article en donnant les références utiles à sa vérifiabilité et en les liant à la section « Notes et références ».
I-MOVIX était une société implantée à Mons en Belgique. Elle avait été créée en 2005. 
Elle développait et commercialisait des solutions de caméra de ralenti extrême  (de 250 à 10 000 images par seconde) utilisées dans le domaine de la télédiffusion dans la télévision sportive. 
Sa première caméra nommée X10 est commercialisée au salon IBC d'Amsterdam en 2010. Cette caméra a été la première à permettre de capturer tout un évènement sportif à 300 images par seconde et ce, sans discontinuer.[réf. nécessaire]
En 2016, I-MOVIX propose INFINITE, première caméra[réf. nécessaire] de broadcast à enregistrer en continu tout son contenu sans serveur de stockage, et ce, jusqu'à 600 images par seconde.
Elle a cessé ses activités le 26 janvier 2018 et a été déclarée en faillite le 29 janvier 2018.